# كهف العاصي
كهف العاصي، كهفٌ أثريٌ يقع في منطقة اليادودة في العاصمة الأردنية عمّان، سمي بهذا الاسم نسبةً لمكتشفه السيد "عاصي أبو جابر".
يمتد الكهف على مساحة 2000 متر مربع، يضمّ دهاليز وأقسام مختلفة ويحتوي على تحف وآثار مختلفة ترجع للعصور الرومانية والبيزنطية إضافة إلى آثار إسلامية تعود إلى حقبٍ مختلفة.

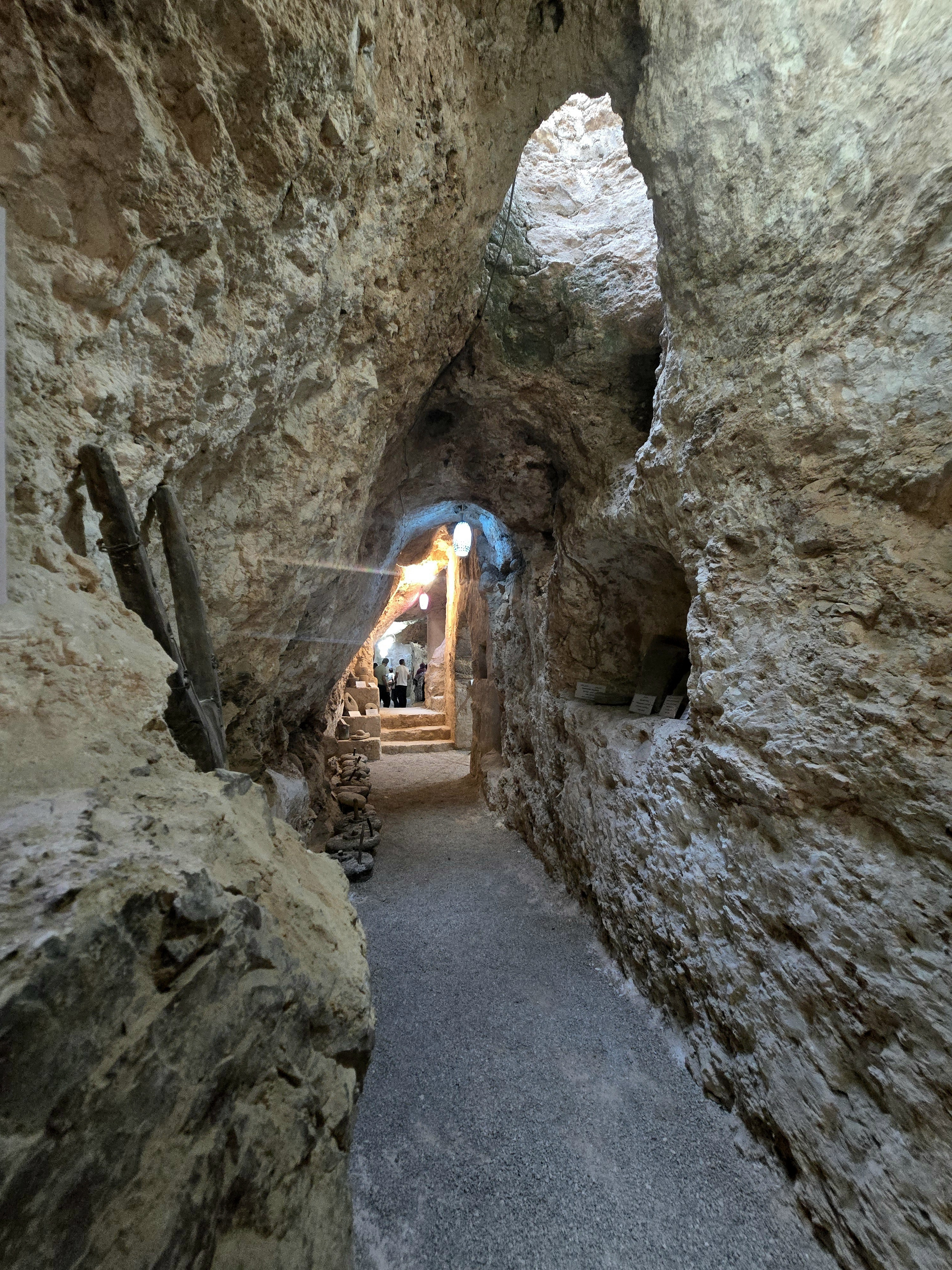
أحد الدهاليز الداخلية

## الاكتشاف
يذكر مكتشف الكهف السيد "أبو جابر" بأن الحفر كان بناءً على إشارات خاصة بالآثار تدل على وجود الكهف. كان ذلك عام 1986 أثناء عمله في استصلاح الأرض للزراعة. وأنه تتبّع هذه العلامات التي قادت في نهاية المطاف إلى الكشف عن الكهف الأثري. استغرق العمل في حفر الدهاليز نحو أربع سنوات، وشملت مساحة 2000 متراً مربعاً.

## المتحف

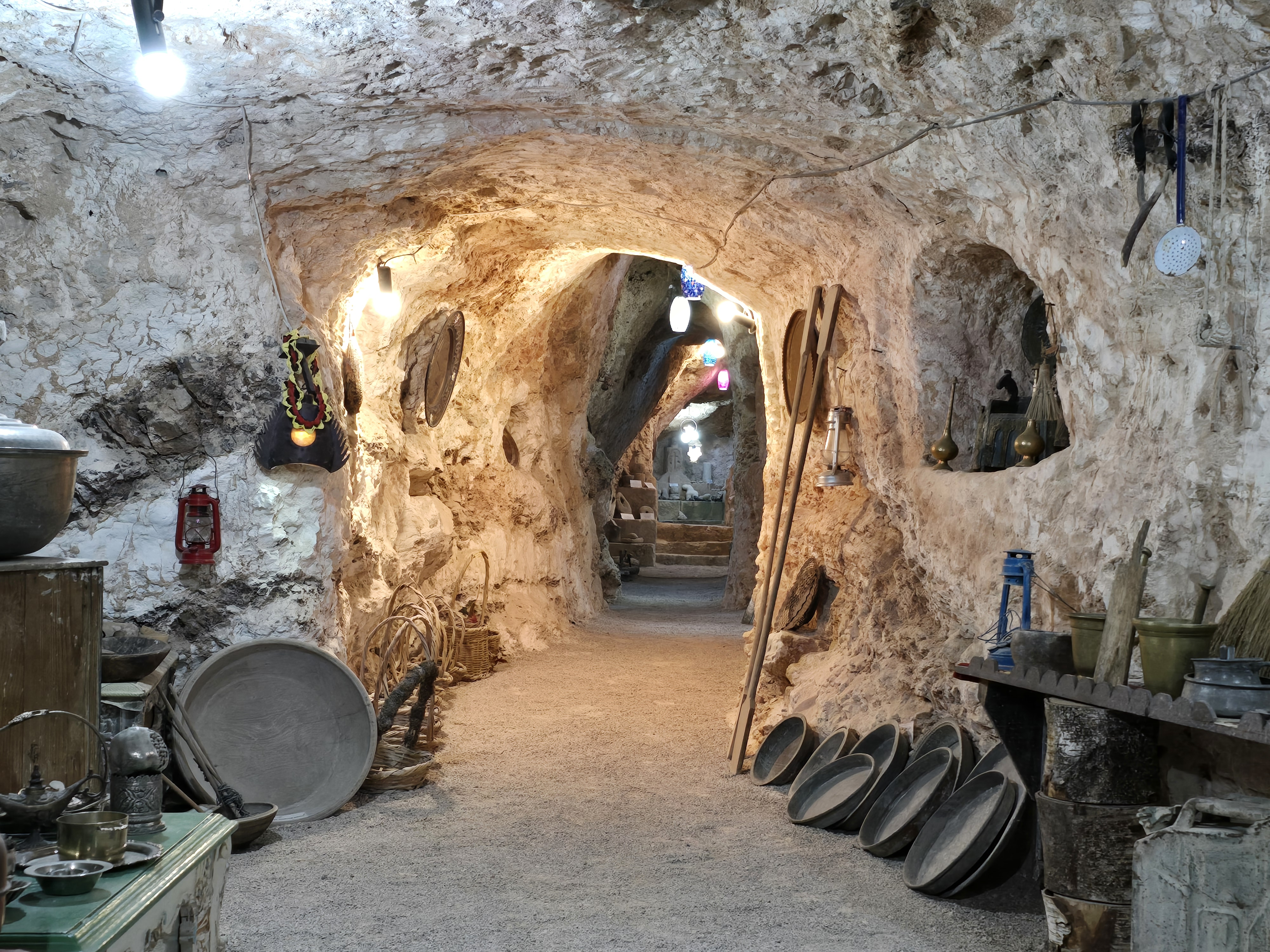
أحد الكهوف الداخلية وتبدو بعض الأدوات الزراعية التقليدية

صّمم متحفٌ أثري تراثي داخل الكهف وهو مفتوحٌ للجمهور. يضم المتحف أقساماً مختلفة منها القسم التراثي الذي يضم أدوات زراعية وحرفية وأدوات الطعام والشراب ومعظمها حديث نسبياً؛ كما خُصّص قسم لللقى الفخارية وقسمٌ ثالث للتماثيل التي تعود لعصور مختلفة كالروماني واليوناني والبرونزي والحديدي والبيزنطي والإسلامي. يضم المتحف أيضاً أدوات زراعية وأثاث ومنسوجات تعود ل200 سنة خلت من بيوت أبي جابر القديمة، المتواجدين في المنطقة لغاية الآن

## معرض الصور

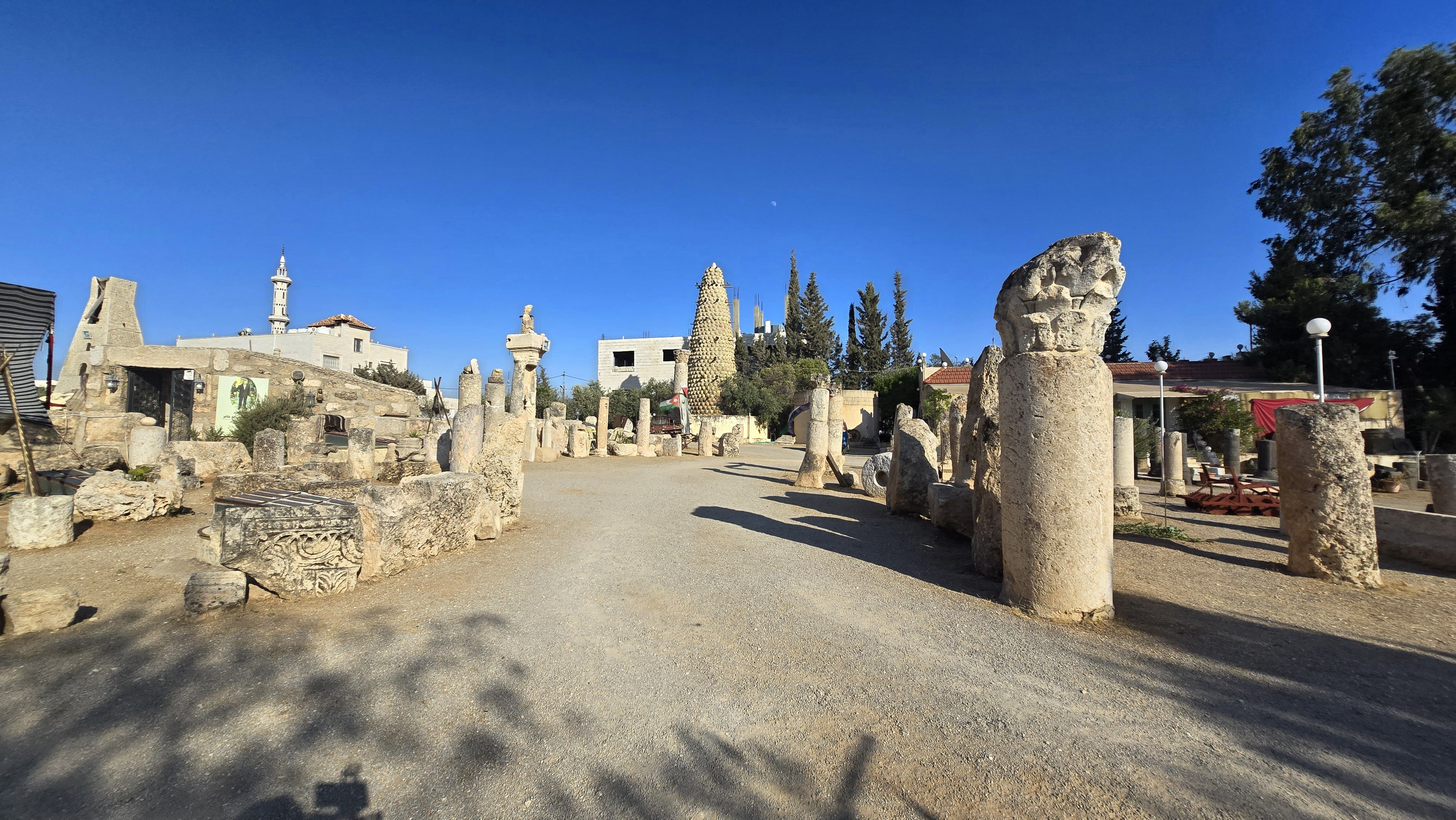
قطع أثرية في الساحة
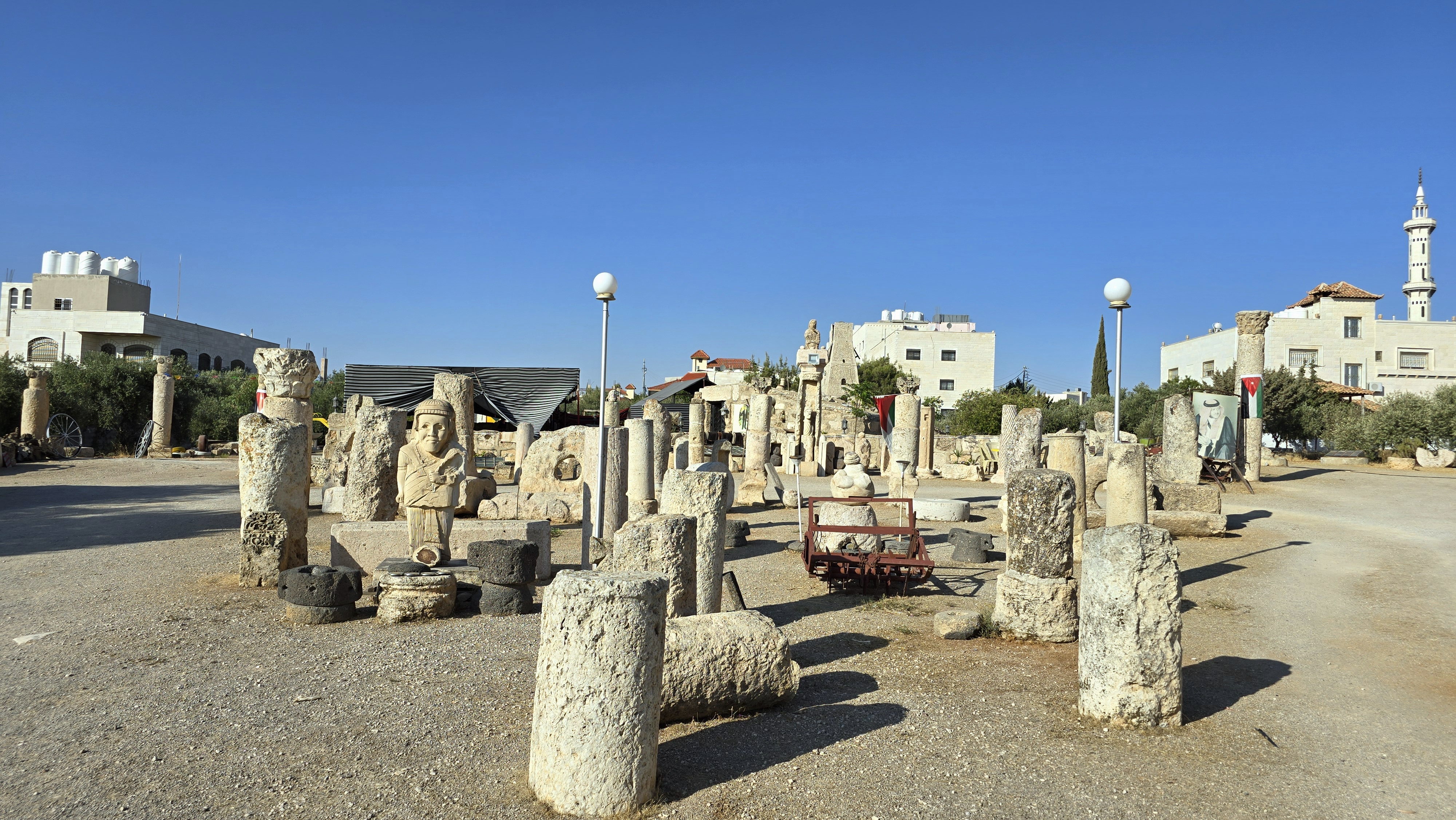
قطع أثرية في الساحة
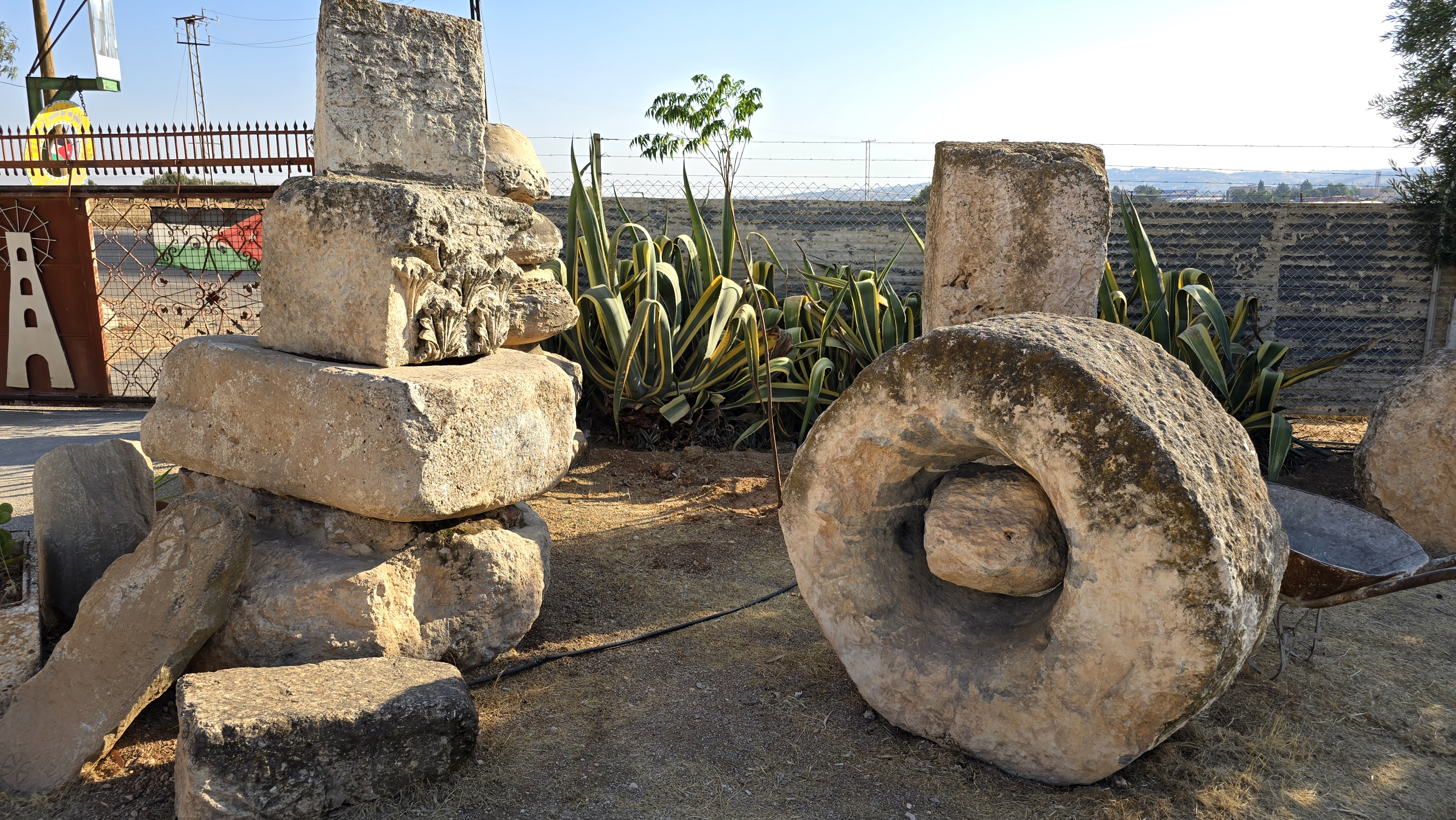
قطع أثرية في الساحة
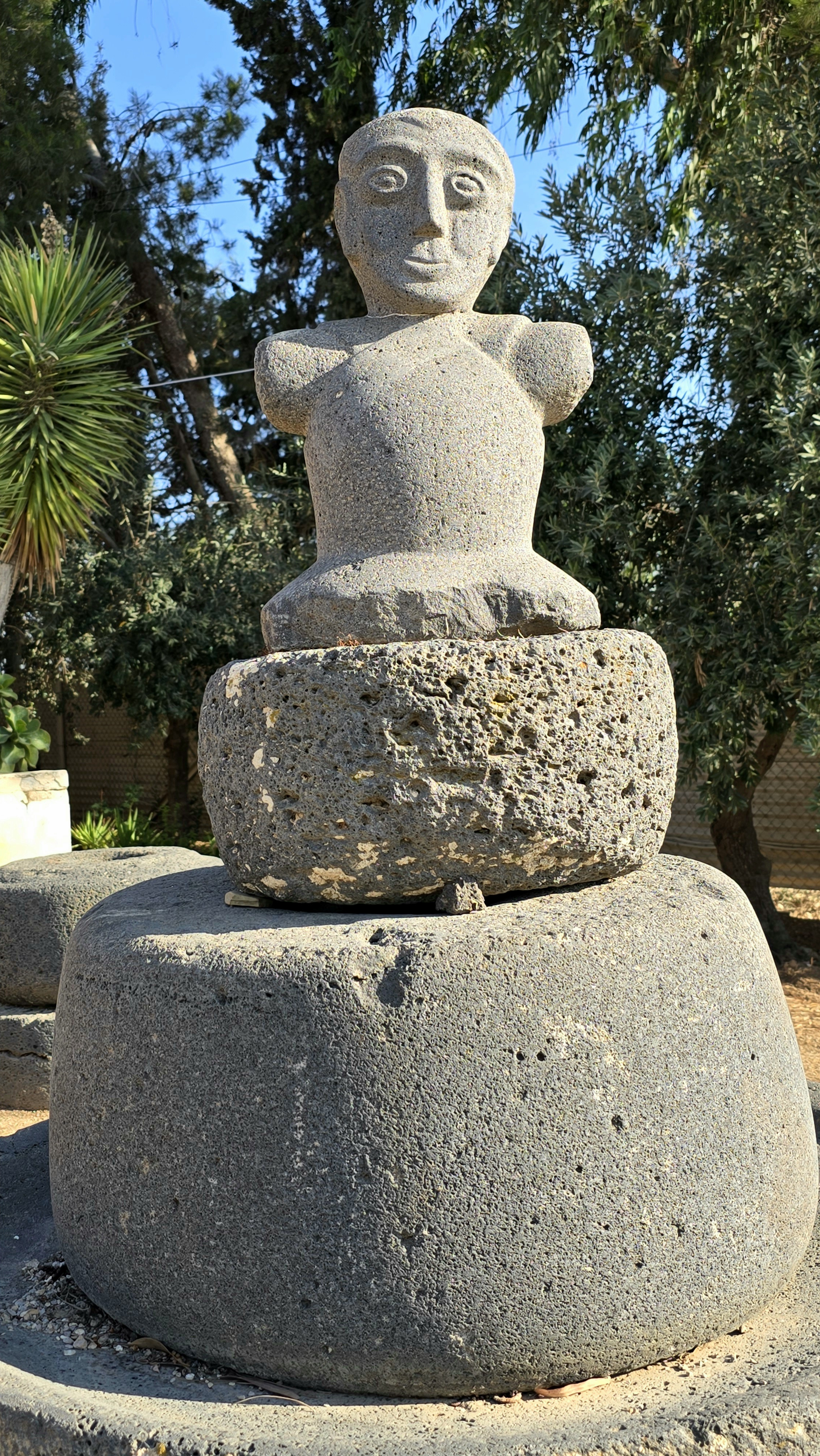
قطع أثرية في الساحة
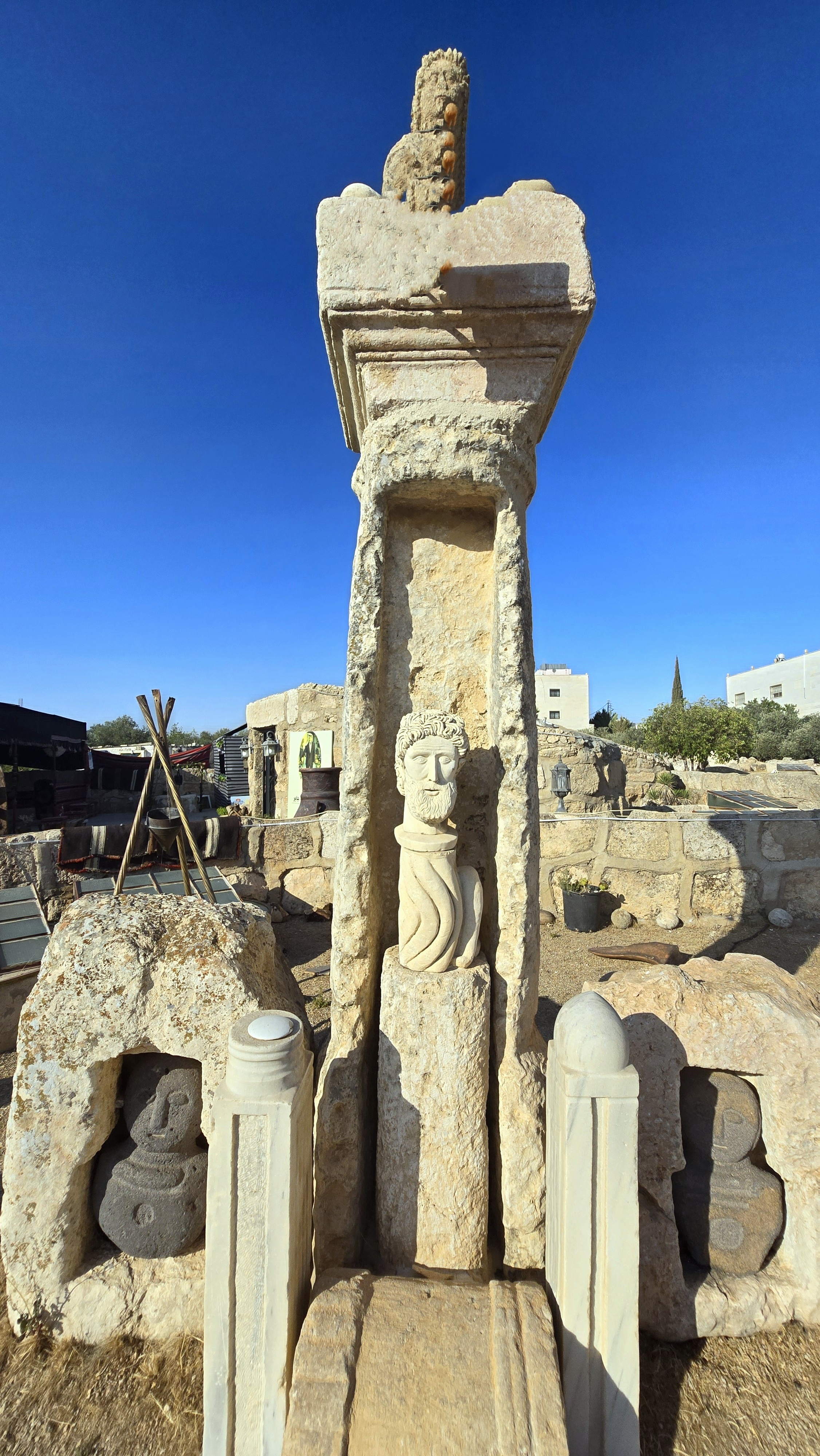
قطع أثرية في ساحة الكهوف
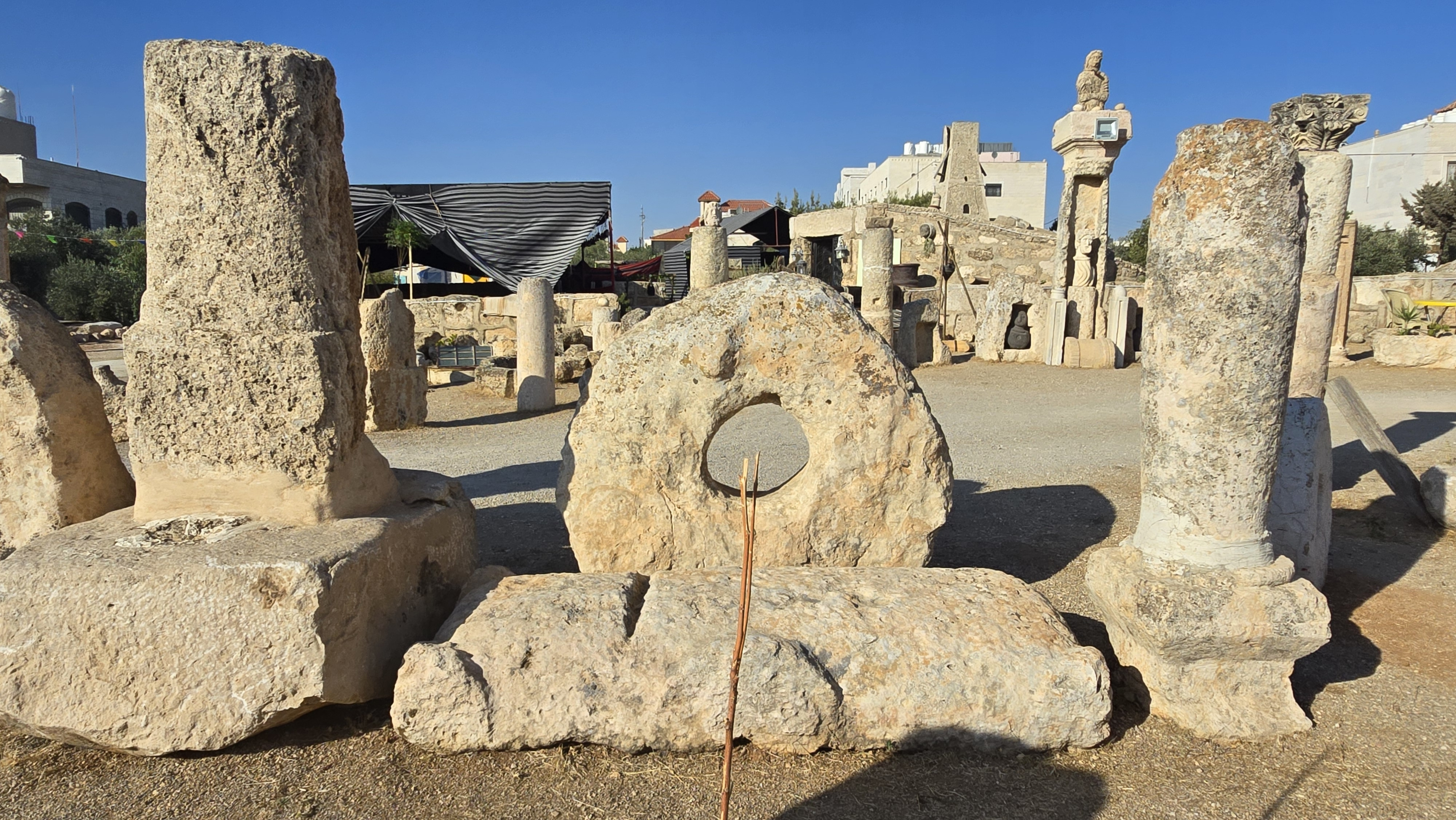
قطع أثرية مجموعة ومنظمة في الساحة الخارجية
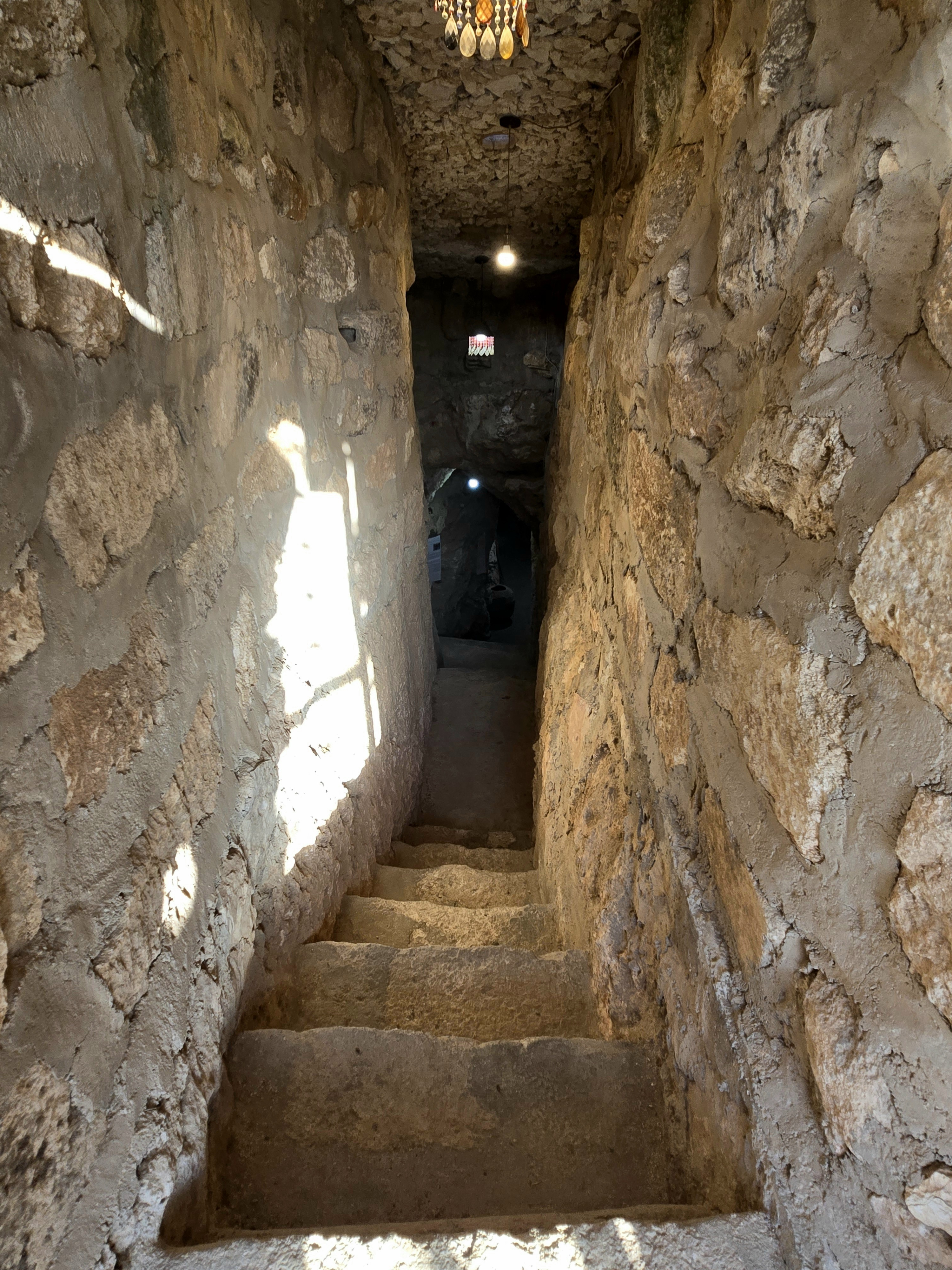
درج مستحدث في أحد الممرات
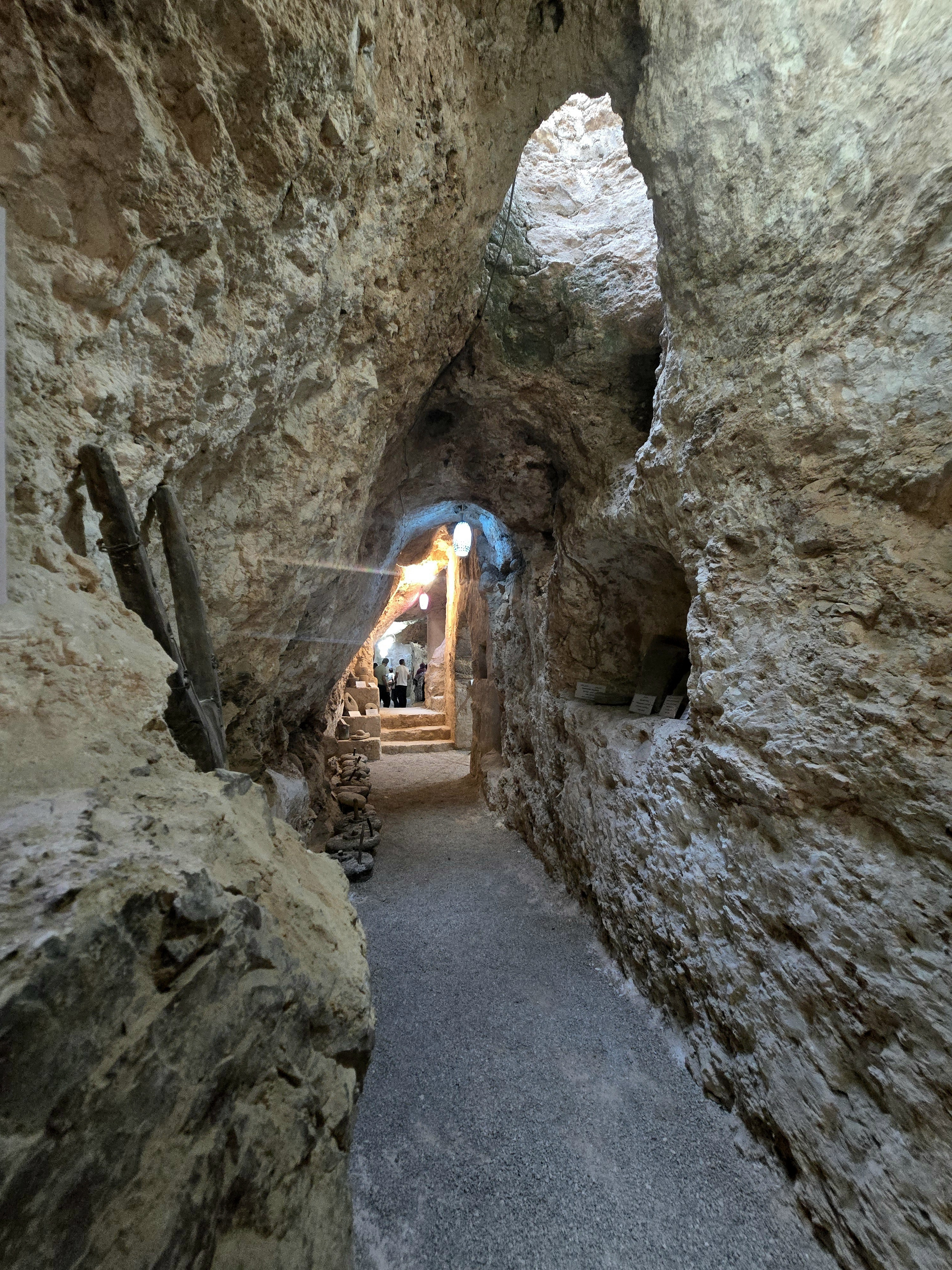
دهليز للكهوف الداخلية
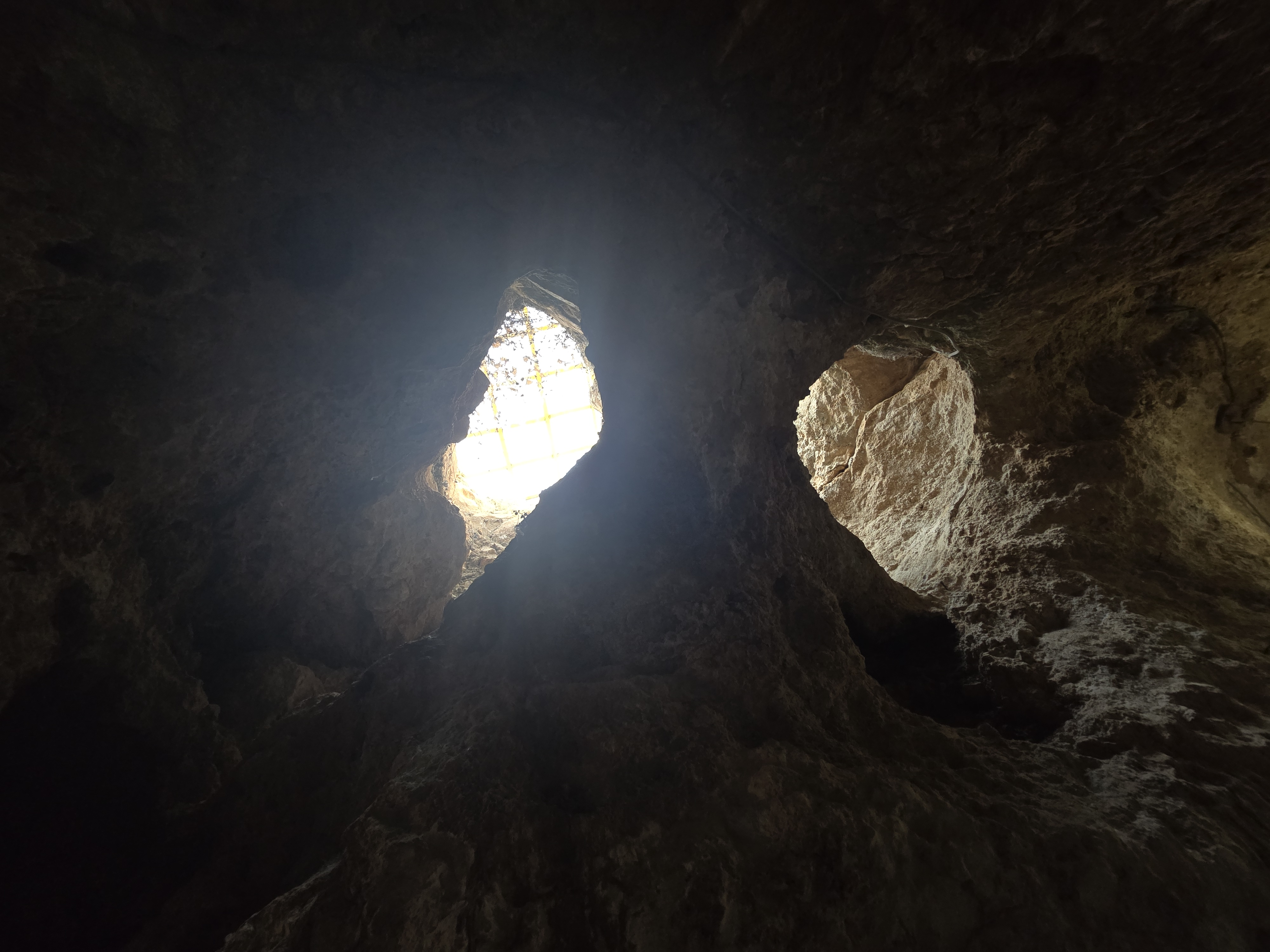
الكهوف من الداخل